# Гомулка, Миколай
Микола́й Гому́лка (пол. Mikołaj Gomółka; ок. 1535, Радошки под Сандомиром, Королевство Польское, ныне Польша — 30 апреля 1609, Язловец, Речь Посполитая, ныне Украина) — польский композитор.

## Биография
Родился в семье уроженцев Сандомира Томаша и Катаржины Гомулковых. Учился у Яна Клауса. В 1545—1563 годах был придворным музыкантом в Кракове. Составил сборник «Мелодии польского псалтыря» (пол. Melodie na psałterz polski, 1580), ставший памятником польской полифонии XVI века. В него в частности вошли 150 коротких четырёхголосных псалмов на стихи Яна Кохановского.